# Shuriken

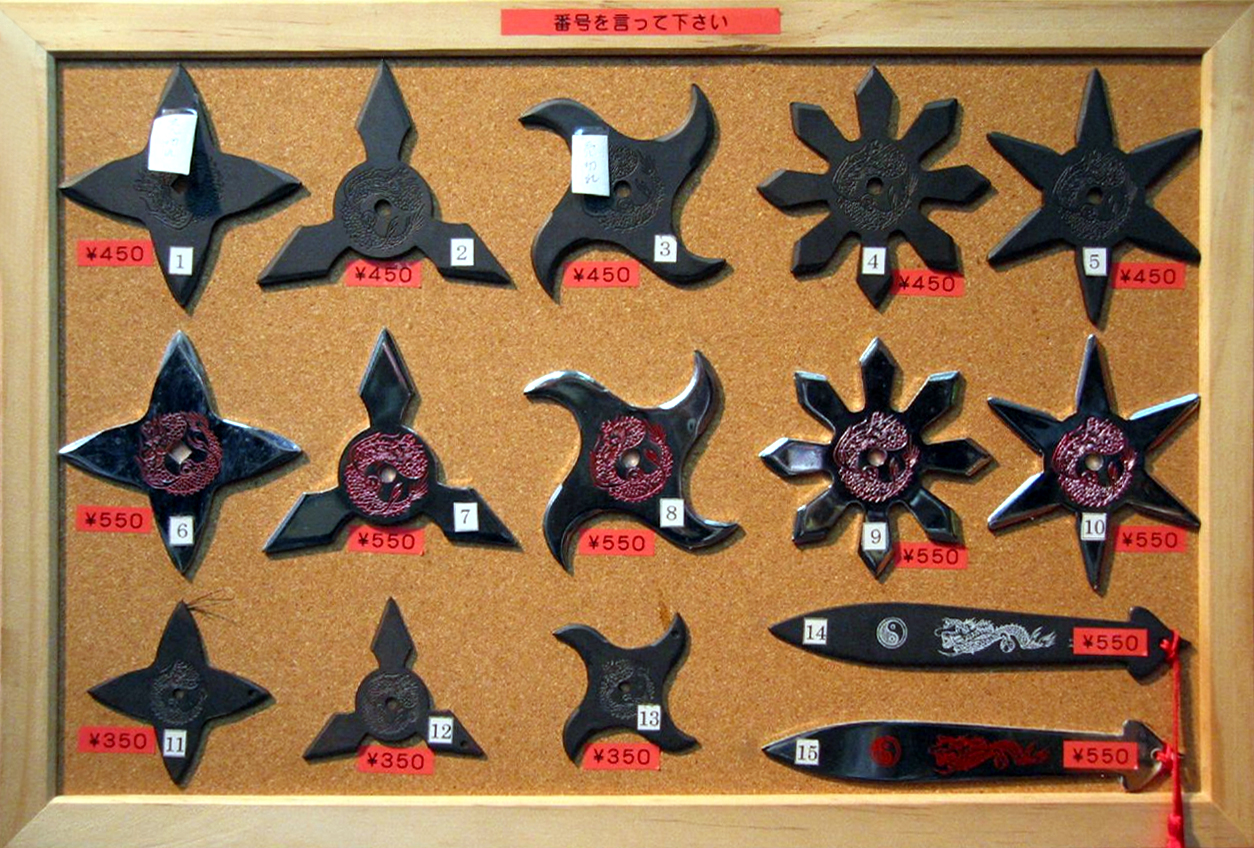
Verschiedene Shuriken

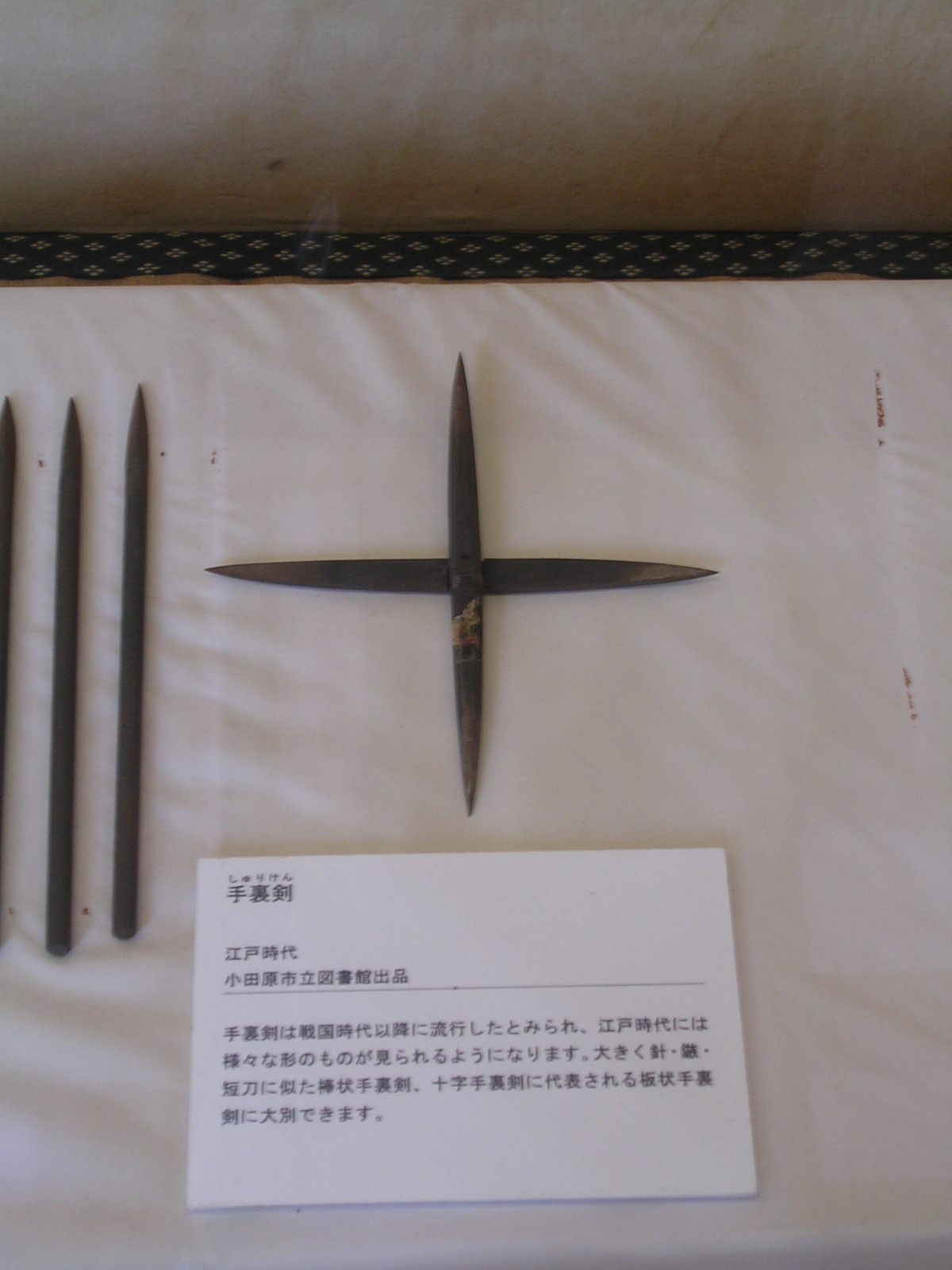
Shuriken aus der Edo-Zeit

Ein Shuriken (japanisch 手裏剣 shuriken [ˈʃuː.ɹɪ.kən], deutsch ‚versteckte Handklinge‘) ist eine kurze japanische Wurfwaffe. Im allgemeinen Sprachgebrauch sind sie auch als Wurf- oder Ninja-Sterne bekannt, obwohl sie in vielen verschiedenen Formen auftreten. In der Populärkultur gelten diese Waffen als Markenzeichen der Ninja. Ob diese Vorstellung historisch richtig ist, ist ungeklärt.

## Verwendung
Möglicherweise handelt es sich bei flachen Wurfscheiben aus Stein, welche Archäologen im Umfeld der Belagerung von Odawara (1590) fanden, um Vorläufer der Shuriken.
Die Shuriken wurden laut der Überlieferung in verborgenen Taschen in der Jacke oder im Hakama (Hosengewand, Reithose) mitgeführt; Bo-Shuriken wurden wie Stifte in der Rückenklappe des Hakama oder im Obi (Gürtel, Schärpe) geführt. Es sind Tragevarianten bekannt, bei denen Shuriken in Schlaufen oder gar an einem Stift aufgereiht im Obi transportiert wurden.
Shuriken können in der Hand eines geübten Werfers zu einer durchaus gefährlichen Waffe werden. Die Wurfentfernung beträgt je nach Beschaffenheit des Wurfobjekts und der Fähigkeit des Werfers wenige Meter, um ein stabilisiertes, kontrolliertes Auftreffen zu ermöglichen.
Manchmal wurden zusätzlich zur Schneid- bzw. Stichwirkung noch Gifte oder Pferdedung auf die Klingen gestrichen, so dass der Gegner, falls er die direkte Verletzung überlebte, meistens an einer Vergiftung bzw. Infektion starb oder zumindest daran erkrankte. Meistens wurden die Shuriken jedoch verwendet, um einen Verfolger aufzuhalten, so dass jener instinktiv vor dem Wurfgerätehagel, den ihm der betreffende Ninja entgegenschleuderte, Schutz suchte.

## Erscheinungsformen
Es gibt verschiedene Versionen:
- Sternförmig flach (車剣 sha-ken, „Rad-Klinge“, oder 平手裏剣 hira-shuriken, „flache Shuriken“). Verschiedene Größen und Sternformen, drei bis acht Spitzen.
- Sternförmig. Querschnitt rund, keine Schneiden. nur angespitzt.
- Bolzenförmig (Bo-Shuriken). Im Schnitt quadratisch mit spitzem Ort.
- Klingenförmig. Normale Messerform.

Je nach Herstellung und Ryu (Schule, Stilform) variieren Gewicht, Klingenform und Gestaltung.

### Sternförmige Wurfgeschosse

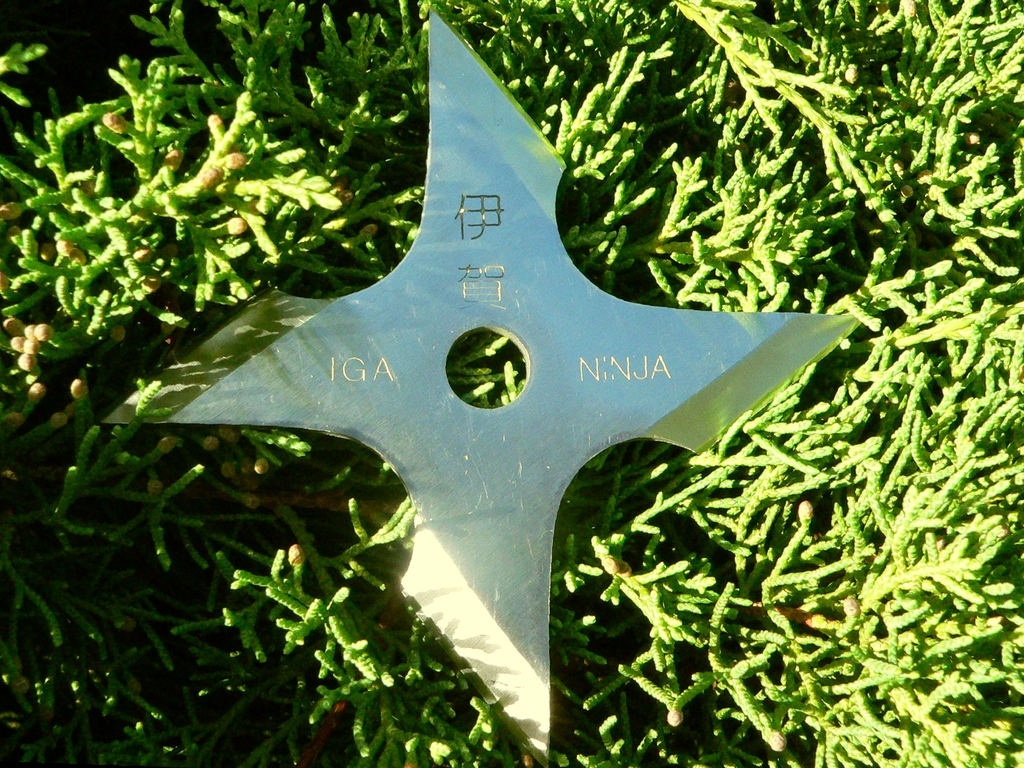
Hira-Shuriken (Sternform)

Scheiben- und sternförmige Wurfklingen haben häufig ein Loch in der Mitte. Laut Überlieferung wurden im mittelalterlichen Japan im Gefecht Münzen geworfen, die ein rhombusförmiges Loch hatten. Klingen mit Lochöffnungen erzeugen beim Flug je nach Größe des Lochs ein hohes Sirren oder Pfeifen, das die Gegner verwirrte, weil diese nicht wussten, woher die Klingen geflogen kamen.

### Sonstige Modelle

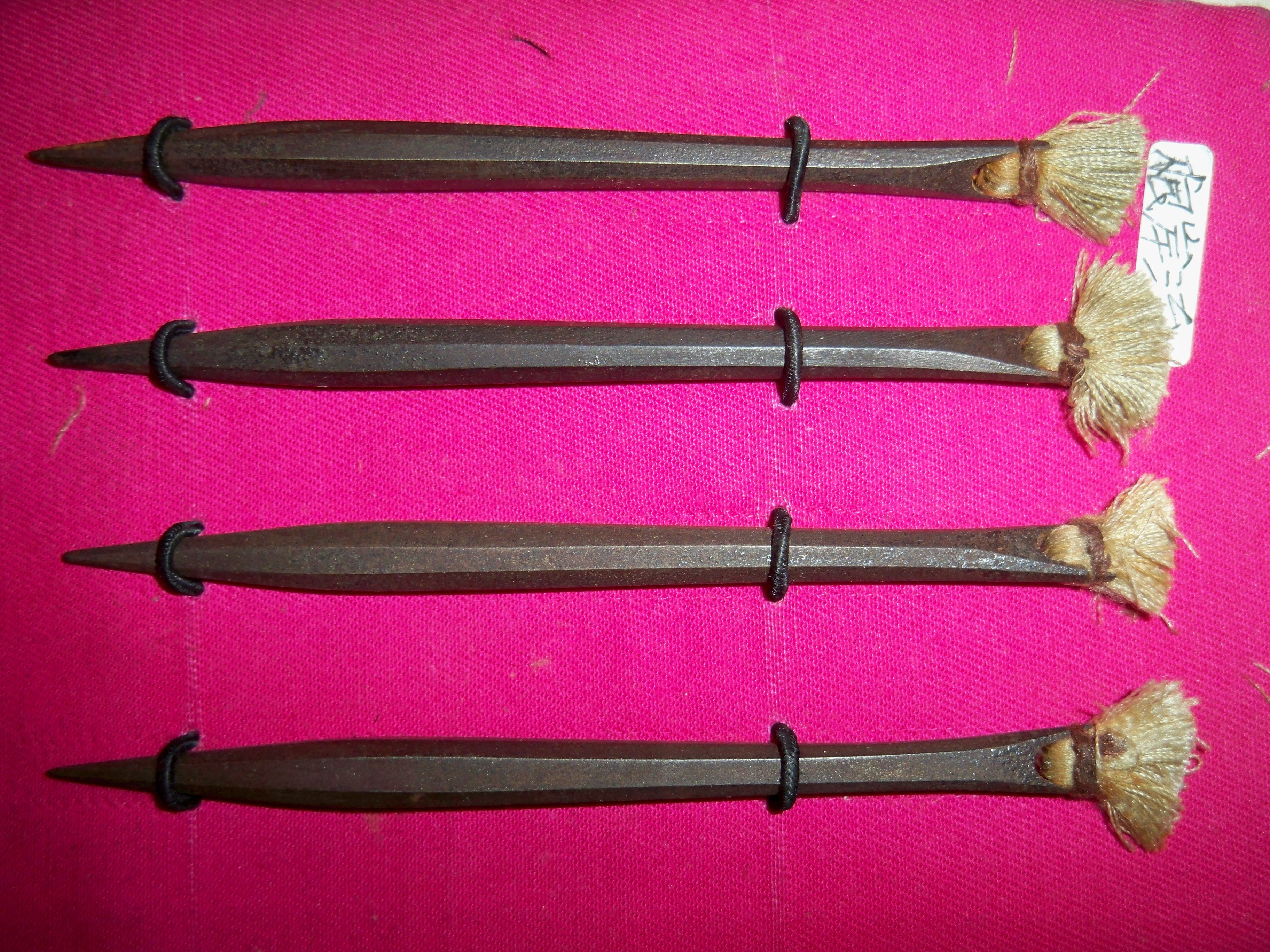
Wurfpfeile

Shaken und Bo-Shuriken wurden im Bündel oder einzeln geworfen. Ziele waren empfindliche, ungeschützte Regionen wie Gesicht, Hals oder Oberkörper, um eine schmerzhafte Ablenkung zu erzielen. Der Moment der Ablenkung konnte dann genutzt werden, um einen eigenen Vorteil zu gewinnen – sei es, dass die zu treffende Person versuchte auszuweichen, um sich zu schützen, oder durch den Treffer körperlich eingeschränkt wurde.
In verschiedenen japanischen Kampftechniken wird gelehrt, nach dem Werfen zu flüchten oder – den Vorteil ausnutzend – das Gefecht mit einer Schwerttechnik fortzusetzen.

## Gesetzliche Regelungen

### Deutschland
Seit dem 1. April 2003 sind Wurfsterne in Deutschland gesetzlich verboten. Ob das Verbot nur dann gilt, wenn die Wurfsterne zur Gesundheitsschädigung bestimmt und geeignet sind und demnach als Sportgeräte nicht erfasst sind, ist juristisch umstritten.
Dazu zwei kurze Auszüge aus dem WaffG (deutsches Waffengesetz):
WaffG Anlage 2 (zu § 2 Abs. 2 bis 4) Waffenliste
Der Umgang mit folgenden Waffen und Munition ist verboten:
...
1.3.3 sternförmige Scheiben, die nach ihrer Beschaffenheit und Handhabung zum Wurf auf ein Ziel bestimmt und geeignet sind, die Gesundheit zu beschädigen (Wurfsterne);
Als „Umgang“ im Sinne dieses Gesetzes gilt:
WaffG §1 Gegenstand und Zweck des Gesetzes
(3) Umgang mit einer Waffe oder Munition hat, wer diese erwirbt, besitzt, überlässt, führt, verbringt, mitnimmt, damit schießt, herstellt, bearbeitet, instand setzt oder damit Handel treibt.

### Österreich
Das österreichische Waffengesetz ist dazu sehr liberal. Sollten Gegenstände jedoch als Kriegsmaterial gelten, so fallen sie lt. Waffengesetz unter die verbotenen Waffen. In der Vergangenheit waren Shuriken bereits Gegenstand einer gerichtlichen Einziehung, um deren spezifischer Gefährlichkeit entgegenzuwirken.

### Schweiz
In der Schweiz fallen Shuriken laut Art. 4 des Waffengesetzes in die Kategorie „Geräte, die dazu bestimmt sind, Menschen zu verletzen“. Erwerb und Tragen in der Öffentlichkeit sind verboten, nicht aber der Besitz.